# Combinazione lineare di orbitali atomici
La combinazione lineare di orbitali atomici, abbreviata spesso in LCAO, acronimo del termine inglese linear combination of atomic orbitals, è una tecnica usata dalla teoria degli orbitali molecolari per calcolare gli orbitali molecolari di una molecola.
In meccanica quantistica le configurazioni elettroniche sono descritte da funzioni d'onda esistenti nello spazio delle funzioni a quadrato sommabile L². Inoltre tali funzioni d'onda sono esprimibili come una sommatoria di infiniti autostati {\displaystyle \phi _{i}\ } combinati linearmente tra loro.
{\displaystyle \Psi =c_{1}\phi _{1}+c_{2}\phi _{2}+c_{3}\phi _{3}+...+c_{n}\phi _{n}\ }
{\displaystyle \Psi =\sum _{i=1}^{n}c_{i}\phi _{i}\ }
Il metodo venne ideato nel 1929 da Sir John Lennard-Jones e esteso da Ugo Fano.

## L'energia degli orbitali molecolari: lo ione molecolare H+2
Nelle reazioni chimiche le funzioni d'onda degli orbitali si modificano, entrando in gioco interazioni tra più atomi, e quindi gli orbitali stessi si modificano. È da precisare che tali funzioni d'onda sono monoelettroniche e centrate su ciascuno dei nuclei atomici presenti nella molecola.
Dalla sommatoria di autostati, noti, vanno ricavati i coefficienti tali da minimizzare l'energia {\displaystyle \varepsilon } del sistema e che rappresentino soluzioni fisicamente accettabili dell'equazione di Schrödinger applicata al sistema elettronico. Dunque
{\displaystyle {\hat {H}}\Psi =\varepsilon \Psi }
con {\displaystyle {\hat {H}}} operatore hamiltoniano. Esplicitando {\displaystyle \varepsilon } ed eseguendo il prodotto scalare si ottiene
{\displaystyle \varepsilon ={\frac {\int \Psi ^{*}{\hat {H}}\Psi d\tau }{\int \Psi ^{*}\Psi d\tau }}}
con {\displaystyle \Psi ^{*}} funzione d'onda complessa coniugata di {\displaystyle \Psi }.
Essendo {\displaystyle \Psi } una sommatoria di infiniti termini, per una molecola biatomica formata da atomi uguali si può approssimare tale funzione d'onda a una somma di due membri:
{\displaystyle \ \Psi =C_{a}\psi _{a}+C_{b}\psi _{b}}
Anche questa funzione d'onda rappresentante l'orbitale molecolare è monoelettronica, ovvero non considera le interazioni elettrone-elettrone, per cui i calcoli di seguito valgono per lo ione molecolare H+2, e non per la molecola d'Idrogeno H2, la quale avrebbe una funzione d'onda dell'orbitale molecolare di tipo bielettronica.
In questo caso è quindi possibile scrivere il valore dell'energia {\displaystyle \varepsilon } come:
{\displaystyle \varepsilon ={\frac {\int (C_{a}\psi _{a}^{*}+C_{b}\psi _{b}^{*}){\hat {H}}(C_{a}\psi _{a}+C_{b}\psi _{b})d\tau }{\int (C_{a}\psi _{a}^{*}+C_{b}\psi _{b}^{*})(C_{a}\psi _{a}+C_{b}\psi _{b})d\tau }}}
Eseguendo i prodotti si ottengono i seguenti integrali:
{\displaystyle \int \psi _{a}^{*}{\hat {H}}\psi _{a}d\tau =\int \psi _{b}^{*}{\hat {H}}\psi _{b}d\tau =\alpha }
chiamati integrali di Coulomb,
{\displaystyle \int \psi _{a}^{*}{\hat {H}}\psi _{b}d\tau =\int \psi _{b}^{*}{\hat {H}}\psi _{a}d\tau =\beta }
chiamati integrali di risonanza,
{\displaystyle \int \psi _{a}^{*}\psi _{b}d\tau =\int \psi _{b}^{*}\psi _{a}d\tau =s}
con {\displaystyle s} integrale di sovrapposizione che assume valori compresi tra 0 e 1 in relazione al livello di sovrapposizione orbitalica.
Inoltre
{\displaystyle \int \psi _{a}^{*}\psi _{a}d\tau =\int \psi _{b}^{*}\psi _{b}d\tau =1}
Riscrivendo {\displaystyle \varepsilon } si ottiene:
{\displaystyle \varepsilon ={\frac {\alpha C_{a}{^{2}}+2\beta C_{a}C_{b}+\alpha C_{b}{^{2}}}{C_{a}{^{2}}+C_{b}{^{2}}+2sC_{a}C_{b}}}}
Tale {\displaystyle \varepsilon } è una funzione in {\displaystyle C_{a}} e {\displaystyle C_{b}}, per minimizzarla occorre derivare tale funzione in {\displaystyle C_{a}} e {\displaystyle C_{b}}, ma prima occorre riscrivere l'equazione nella forma
{\displaystyle (C_{a}{^{2}}+C_{b}{^{2}}+2sC_{a}C_{b})\varepsilon =\alpha C_{a}{^{2}}+2\beta C_{a}C_{b}+\alpha C_{b}{^{2}}}
Svolgendo le due derivate prime si ottengono:
{\displaystyle (2C_{a}\alpha +2C_{b}\beta )=\varepsilon (2C_{a}+2C_{b}s)+\left({\frac {\partial \varepsilon }{\partial C_{a}}}\right)(C_{a}{^{2}}+C_{b}{^{2}}+2C_{a}C_{b}s)}
{\displaystyle (2C_{b}\alpha +2C_{a}\beta )=\varepsilon (2C_{b}+2C_{a}s)+\left({\frac {\partial \varepsilon }{\partial C_{b}}}\right)(C_{a}{^{2}}+C_{b}{^{2}}+2C_{a}C_{b}s)}
Ma se cerchiamo il minimo di energia le due derivate {\displaystyle ({\partial \varepsilon }/{\partial C_{a}})} e {\displaystyle ({\partial \varepsilon }/{\partial C_{b}})} sono uguali a zero, per cui parte dei due secondi membri si semplificano.
risolvendo il sistema otteniamo che:
{\displaystyle C_{a}=C_{b}\left({\frac {s\varepsilon -\beta }{\alpha -\varepsilon }}\right)}
{\displaystyle C_{b}\left({\frac {-(s\varepsilon -\beta )^{2}+(\alpha -\varepsilon )^{2}}{\alpha -\varepsilon }}\right)=0}
Tuttavia così si ottengono i due valori {\displaystyle C_{a}} e {\displaystyle C_{b}} uguali a zero.
La densità elettronica attorno ai due nuclei atomici sarebbe zero, cosa impossibile. Tale paradosso si risolve imponendo che il sistema sia linearmente dipendente, ovvero che ammetta infinite soluzioni di {\displaystyle C_{a}} e {\displaystyle C_{b}}. Lo si può fare ponendo il determinante della matrice dei coefficienti del sistema precedente uguale a zero. Tale determinante è detto determinante secolare:
{\displaystyle det\left({\begin{array}{cc}(\alpha -\varepsilon )&(\beta -s\varepsilon )\\(\beta -s\varepsilon )&(\alpha -\varepsilon )\end{array}}\right)=0}
Ponendo il determinante secolare uguale a zero si ricavano tante funzioni di {\displaystyle \varepsilon } quanti sono gli orbitali atomici in gioco. Se gli atomi sono due si avranno i livelli di energia dell'orbitale legante, quello a {\displaystyle \varepsilon } minore, e dell'antilegante quello con {\displaystyle \varepsilon } maggiore. I due valori dell'energia saranno:
{\displaystyle \varepsilon _{2}={\frac {\alpha -\beta }{1-s}}}
{\displaystyle \varepsilon _{1}={\frac {\alpha +\beta }{1+s}}}
Per due orbitali atomici di tipo s si avrà un orbitale {\displaystyle \sigma } con {\displaystyle \beta }<0 ed s positivo, per cui {\displaystyle \varepsilon _{1}} sarà minore di {\displaystyle \varepsilon _{2}} e sarà quindi l'energia dell'orbitale legante.
Tali {\displaystyle \varepsilon } non sono valori, ma funzioni della distanza internucleare, e solo la funzione dell'orbitale legante presenta un minimo di energia dell'elettrone.

## La densità elettronica degli orbitali atomici
Ora che conosciamo i due valori di ε li inseriamo nel sistema precedente, quello in cui abbiamo imposto la dipendenza lineare, e risolviamo una delle due equazioni, essendo per tali valori di {\displaystyle \varepsilon } entrambe le equazioni uguali. Si ottiene che
{\displaystyle C_{a}\left(\alpha -{\frac {\alpha \pm \beta }{1\pm s}}\right)+C_{b}\left(\beta -s{\frac {\alpha \pm \beta }{1\pm s}}\right)=0}
Risolvendo otteniamo che
{\displaystyle C_{a}=\pm C_{b}}
In una molecola biatomica con atomi uguali risulta che i coefficienti degli autostati (ovvero le densità elettroniche) sono uguali in modulo, per cui la densità elettronica è uguale per entrambi gli atomi. Nell'orbitale antilegante si avrà {\displaystyle C_{a}=-C_{b}} mentre nel legante {\displaystyle C_{a}=C_{b}}.

## La densità elettronica degli orbitali molecolari
Ora possiamo scrivere che: 
{\displaystyle \Psi =C\psi _{a}\pm C\psi _{b}}
Effettuiamo la normalizzazione di {\displaystyle \Psi }:
{\displaystyle \int \Psi ^{*}\Psi d\tau =1}
ovvero
{\displaystyle \int (C\psi _{a}^{*}\pm C\psi _{b}^{*})(C\psi _{a}\pm C\psi _{b})d\tau =1}
Svolgendo i prodotti e ricordandoci che {\displaystyle \int (\psi _{a}^{*}\psi _{a})d\tau =\int (\psi _{b}^{*}\psi _{b})d\tau =1} otteniamo che:
{\displaystyle 2C^{2}(1\pm s)=1}
ovvero
{\displaystyle C={\frac {1}{\sqrt {2(1\pm s)}}}}
con {\displaystyle s} sempre integrale di sovrapposizione.
Le funzioni d'onda dell'elettrone sull'orbitale molecolare saranno 2:
{\displaystyle \Psi _{1}=\left({\frac {1}{\sqrt {2(1+s)}}}\right)(\psi _{a}+\psi _{b})} con l'elettrone sull'orbitale legante
{\displaystyle \Psi _{2}=\left({\frac {1}{\sqrt {2(1-s)}}}\right)(\psi _{a}-\psi _{b})} con l'elettrone sull'orbitale antilegante
Nell'orbitale legante di tipo σ la densità elettronica è maggiore, rispetto alle densità degli orbitali atomici separati, per distanze comprese tra i due nuclei atomici e minore per distanze non interatomiche... Viceversa per l'antilegante.
dalla sovrapposizione di un orbitale s e di un p si ha sempre un orbitale molecolare sigma.
Per sovrapposizioni di due orbitali p si hanno due casi:
orbitale sigma se vengono in contatto due sottorbitali di tipo p che si trovano sull'asse internucleare
oppure orbitale π se in contatto sono i sottorbitali perpendicolari all'asse internucleare.

## Simmetrie
Una differenza fondamentale tra orbitali atomici e molecolari è che mentre i primi sono autofunzioni dell'operatore {\displaystyle l^{2}} (il modulo al quadrato del momento angolare dell'elettrone), i secondi sono autofunzioni della componente parallela all'asse z del momento angolare di tale elettrone (il momento angolare è un vettore nelle tre dimensioni, ha quindi tre componenti, una per ogni dimensione); per cui gli orbitali molecolari non hanno simmetria sferica come gli orbitali atomici, ma cilindrica.